# Besobrasovia latissima
Besobrasovia latissima là một loài côn trùng thuộc bộ Neuroptera. Loài này được Cockerell miêu tả năm 1928.